# صليب باتيه

الشكل القياسي للصليب باتيه

صليب باتيه (بالفرنسية: Croix pattée) أو صليب فرسان الهيكل (بالإنجليزية: Templar cross) هو نوع من الصليب المسيحي له أذرع ضيقة في المركز، ويتوسع باتجاه الأطراف، ليكون أوسع في المحيط. يظهر النموذج في وقت مبكر جدًا في فن العصور الوسطى، على سبيل المثال في تجليد كنز معدني تم إعطاؤه لكاتدرائية مونزا من الملكة ثيوديليندا (ت 628)، والغطاء السفلي من القرن الثامن لأناجيل لينداو في مكتبة مورغان.

## علم أصول الكلمات
كلمة pattée هي صفة فرنسية في الشكل الأنثوي تستخدم في سياقها الكامل مثل la croix pattée، وتعني حرفيا «صليب القدمين»، من الاسم patte، بمعنى القدم، بشكل عام قدم الحيوان. يحتوي الصليب على 4 أقدام مبعثرة، كل منها يشبه القدم، على سبيل المثال، لكأس أو شمعدان. في الألمانية تسمى Tatzenkreuz من Tatze وتعني القدم والمخلب.

## الأشكال
توجد العديد من المتغيرات على النحو التالي: 

With the edges of the arms concave throughout; the "صليب حديدي", as generally used on القوات الجوية الألمانية القيصرية aircraft in 1915
A cross pattée with a sharp point added to the lower limb, as if for use in staking into the ground.
With less curvature, used on القوات الجوية الألمانية القيصرية aircraft into April 1918, and the basis for the similar cross by the الجيش الألماني of modern Germany
Bolnisi cross, official national symbol of the republic of جورجيا، used on flag, coat of arms and various official and unofficial organizations of this country.
With the ends of the arms convex and curved; sometimes called "Alisee" (French croix pattée alésée arrondie)
With triangular arms which come close to filling the square
With triangular arms that do not fill the square (see also variation of the صليب القديس جرجس)
With straight parallel lines at the centre (considered pattée by رودلف كوش in Book of Signs)

## الاستخدم في التيجان
العديد من التيجان التي يرتديها الملوك لها صليب مرصع بالجواهر مثبتة فوق الفرقة. تمتلك معظم التيجان أربعة صلبان على الأقل، ترتفع منها نصف أقواس. تم تصميم بعض التيجان بحيث يمكن فصل نصف الأقواس، مما يسمح بارتداء الدائرة بشكل منفصل في بعض الأحيان.

## الاستخدام من قبل الصليبيين وبروسيا وألمانيا

### فرسان الهيكل

صليب فرسان الهيكل

أحيانًا يرتبط صليب باتيه المرتبط بأمر صليبي آخر، فرسان الهيكل، على الرغم من أنهم مثل الفرسان الجرمان، لم يتم استخدامه بشكل ثابت. تبنى فرسان الهيكل صليبًا أحمر على خلفية بيضاء عام 1147،  ولكن لم يكن هناك نمط معين محدد. يظهر متغير الفطيرة المتقاطعة في سياق فرسان الهيكل نحو نهاية وجود النظام، في اللوحات الجدارية أواخر القرن الثالث عشر في سان بيفجناتي، بيروجيا. اعتمدت الماسونية الحديثة رمزية تمبلر.

### الفرسان الجرمان
غالبًا ما يرتبط هذا الصليب بالحروب الصليبية. كان الفرسان التوتونيين، وهو أمر صليبي، يستخدمون الصليب المتقاطع في بعض الأحيان، على الرغم من أن شعارهم الأكثر شيوعًا هو صليب أسود مستقيم عادي على خلفية بيضاء.

### الصليب الحديدي

شوارز كروز

في عام 1813، أسس فريدرش فيلهلم الثالث ملك بروسيا الصليب الحديدي كزينة (وسام) للبسالة العسكرية. بقيت قيد الاستخدام كديكور عسكري، بأشكال مختلفة، من قبل بروسيا وألمانيا لاحقًا حتى عام 1945.
استخدمت القوات البروسية والألمانية الإمبراطورية Landwehr وLandsturm شارة صليب باتيه لتمييزها عن قوات الجيش النظامي. يستخدم الجيش الألماني الحديث (Bundeswehr) نسخة مبسطة من صليب باتيه كرمز للجنسية، ويتم رؤيتها على المركبات والطائرات والمنشورات، مع عدم وجود حدود من أي نوع في نهايات كل ذراع، تمامًا مثل مسيرة / أبريل 1918-مايو 1945 تم استخدام بالكنكروز.

## مناطق في أوكرانيا

### فولينيا

Coat of arms of the Volhynian Duchy (Principality)
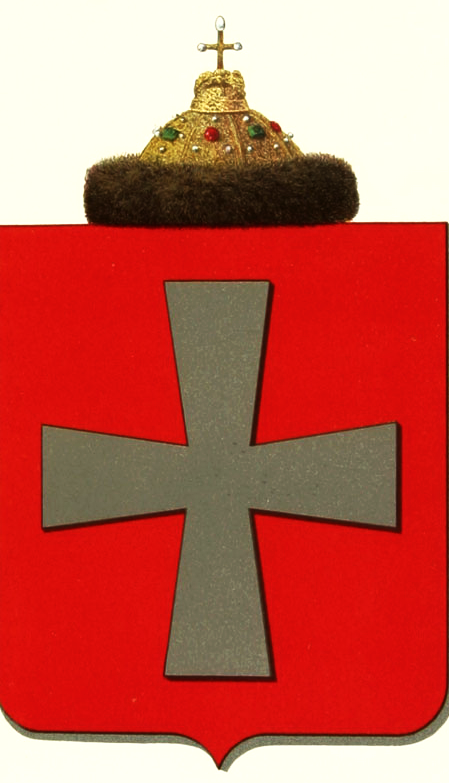
Coat of arms of Volhynia with the Muscovite Monomakh's Cap
Volhynian Voivodeship in the الكومنولث البولندي الليتواني
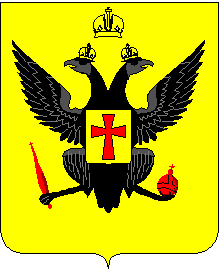
Coat of arms of the Russian Volhynian Vice-royaly (Namestnichestvo)
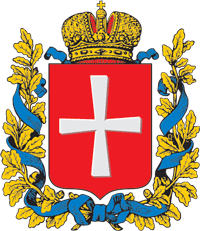
Coat of arms of Volhynian Governorate
Volhynian Voivodeship in Poland (1920-1939)
Coat of arms of ريفنا أوبلاست
Coat of arms of زيتومير أوبلاست
Flag of فولين أوبلاست

### بودوليا الشرقية

محافظة Braclaw
فينيتسيا أوبلاست

### بولتافا (صليب ميروزات)

علم بولتافا أوبلاست
مدينة Myrhorod
بولتافا أوبلاست

## استخدامات أخرى
يتم وضع صليب باتيه أيضًا قبل اسم الأسقف الذي يصدر ارتجالًا كاثوليكيًا، ويتم العثور عليه أحيانًا كرمز خريطة يشير إلى موقع موقع مسيحي.
يظهر في شعار:
- صليب فيكتوريا
- The Flying Cross (الولايات المتحدة)
- صليب الشرف للبوندسوير
- شارة الشرف للبوندسوير
- الاتحاد البرتغالي لكرة القدم
- نادي باسوش دي فيريرا، نادي كرة قدم برتغالي
- نادي بيلينينسش، نادي كرة القدم لشبونة
- ميرا مار، نادي كرة قدم برتغالي
- علم أستورياس، إمارة إسبانية
- نادي تولوز الفرنسي لكرة القدم
- نادي فاسكو دا غاما، وهو ناد رياضي برازيلي
- مجموعة مدارس إيتون هاوس
- فولين لوتسك، نادي كرة قدم أوكراني
- شعار غدانسك
- علم الهسبان واللاتين